# Dietrich Brandis
Dietrich Brandis FRS, KCIE ( 31 de marzo de 1824 - 29 de mayo de 1907, Bonn) fue un botánico alemán forestal que trabajaba en la India. Se le considera el padre de la silvicultura tropical.

## Primeros años
Dietrich Brandis nació en Bonn, hijo del Dr Christian Brandis, Profesor de Filosofía en la Universidad de Bonn. Estudió en las universidades de Copenhague, Gotinga y Bonn. En 1849 asumió un puesto de profesor de Botánica en Bonn. Su interés en la gestión forestal era inicialmente desde una perspectiva botánica.

## India
El gobierno británico en la India estaba interesado en la utilización de los productos forestales y la tala de árboles y al no estar reglamentada entre 1847 y 1850 se dieron cuenta de que los bosques se estaban perdiendo. En 1850, la Asociación Británica en Edimburgo formó un comité para estudiar la destrucción de los bosques a instancias de Hugh Cleghorn. En 1855, Lord Dalhousie, el Gobernador General de la India publicó un memorando del Gobierno de la India de fecha 3-8-1855. Esto se basa en los informes presentados por John McClelland, entonces Superintendente de los bosques en Birmania (entonces parte del Imperio de la India). Este fue el momento en que la necesidad de la ordenación forestal se consideró.
Brandis se unió al servicio de los británicos en 1856 como superintendente de los bosques de teca en Pegu en la región oriental de Birmania. Durante ese tiempo en Birmania los bosques de teca estaban controlados por militantes Karen tribales. Introdujo el sistema "taungya" (King el Servicio Forestal de Corea (1968). "Agro-silvicultura (taungya el sistema)". Universidad de Ibadan / Departamento de Silvicultura, Boletín No. 1, 109pp.), En la que los aldeanos Karen son la mano de obra para la limpieza, deshierbe y la plantación de teca en las plantaciones. A cambio se les permitió el cultivo de plantas en los primeros años entre los árboles. Cuando crecieron los árboles de teca, los aldeanos fueron trasladados a nuevas tierras y el proceso se repitió. Como resultado de este proceso, muchos aldeanos se convirtieron en dependientes de la Dirección Estatal de Silvicultura de servicio local y la resistencia a la toma del estado de los bosques se volvió cada vez más difícil.
Brandis estaba inicialmente interesado en la botánica. Su herbario y la biblioteca botánica que envió desde Calcuta a Rangún se perdieron cuando el barco zozobró. Esta pérdida le llevó a trasladar su centro de atención de los estudios botánicos a la silvicultura.
El trabajo de Brandis incluyó la determinación del volumen de la teca, la tasa de crecimiento, la determinación de la tasa de la cosecha, el desarrollo de planes de protección forestal contra las plagas y los incendios. También presentó las normas de compra de madera, y para el establecimiento de la gestión de áreas de teca, llamadas de conservación por los funcionarios que fueron nombrados como los Conservadores. Después de siete años en Birmania, Brandis se convirtió en inspector general de Bosques en la India, una posición en la que sirvió durante 20 años. Formuló nuevas legislaciones forestales y ayudó a establecer instituciones de investigación y formación. El Indian Forest College en Dehradun fue fundado por él. Brandis creó la Companion of the Indian Empire en 1878.
Brandis documentó los bosques sagrados y en Rajputana Kans (bosques) de Mysore, el Garo y las colinas Khasia que visitó en 1879, la Devarakadus de Coorg en 1868, y la colina de los rangos de Salem en el distrito de la Presidencia de Madrás en 1882, el Swami Shola sobre la Yelagiris, el bosque sagrado en Pudur sobre la Javadis y varios bosques sagrados en la Shevaroys. Él fue uno de los primeros en la India para vincular formalmente la protección de los bosques con las poblaciones locales.
Brandis también participó en la educación forestal en Inglaterra en Coopers' Hill y aquí también influyó como mentor y muchos como B. Ribbentrop, W. Schlich y CA Schenck de Alemania, y Gifford Pinchot y Henry Graves (el primer y segundo, jefes de la USDA Forest Service) de los Estados Unidos Él influyó en el movimiento de la silvicultura en los Estados Unidos por la tutoría Pinchot, Graves, y otros que vinieron a estudiar con él en Alemania, y a través de su voluminosa correspondencia con muchos otros hombres como Charles Sprague Sargent y Franklin Hough participó en el establecimiento de los sistemas forestales nacionales de los EE. UU. Pinchot se basó en gran medida en el asesoramiento profesional de Brandis para la introducción de la gestión forestal en los EE. UU. y sobre la manera de estructurar el Servicio Forestal Pinchot, cuando lo estableció en 1905. Su influencia fue tan grande que el presidente Roosevelt, le envió una fotografía en 1896 con la inscripción "Para Sir Dietrich Brandis, en el alto reconocimiento de sus servicios a la silvicultura en los Estados Unidos. De Theodore Roosevelt".
También se tomó interés en la flora de los bosques al noroeste y el centro de la India. Incluso después de su jubilación, Brandis siguió trabajando en la silvicultura en la India a la edad de 75 años comenzó su principal labor botánica, los árboles de la India, que se refiere a 4400 especies. Se publicó por primera vez en 1906 y reemitido varias veces después, la última vez en 1971.

## Obra
- The forest flora of North-West and Central India: a handbook of the indigenous trees and shrubs of those countries, 1874
- Illustrations of the Forest Flora of North-West and Central India, 1874 Scan
- Indian trees: an account of trees shrubs woody climbers bamboos & palms indigenous or commonly cultivated in the British Indian empire, 1906

## Honores

### Epónimos
Género
- Brandisia Hook.f. & Thomson

Especies
- Dendrocalamus brandisii  Kurz
- Diospyros brandisiana Kurz
- Ochlandra brandisii Gamble
- Macaranga brandisii King
- Millettia brandisiana Kurz
- Orophea brandisii Hook.f. & Thomson
- Pedicularis brandisii Benth.
- Quercus brandisiana Kurz
- Ardisia brandisiana Kurz
- Iodes brandisii Kurz
- Ixora brandisiana Kurz
- Loranthus brandisanus Kurz

- La abreviatura «Brandis» se emplea para indicar a Dietrich Brandis como autoridad en la descripción y clasificación científica de los vegetales.[1]